# 2Маши
#2Маши — музичний дует з Росії, що складається з Марії Зайцевої та Марії Шейх.

## Склад
У групі дві учасниці — Марія Зайцева і Марія Шейх.
Марія Зайцева. Публіка знає її участі в програмах «Народний артист» та «Голос». Після шоу співачку запросили в гурт «Асорті», де вона пропрацювала до тих пір, поки продюсери не вирішили оновити умови контракту і внести в нього пункти, які забороняють учасницям заводити сім'ї і народжувати дітей під час роботи в колективі. Тоді Маша пішла з «Асорті» і заснувала проєкт N. A. O. M. I. В 2009-му вона вийшла заміж за співака Олексія Гомана, а в 2013-му народила дочку Александріну. За словами співачки, поєднувати особисте життя і роботу в шоу-бізнесі виявилося дійсно непросто, але вона справляється завдяки підтримці батьків і тепер вже колишнього чоловіка (з Гоманом вони розлучилися через рік після народження дитини).
Марія Шейх — в дуеті виконує речитативні партії. Вчилася на юридичному факультеті, але душею прагнула до музики, писала тексти і мріяла про сцену.
Дві Маші познайомилися на відпочинку в Таїланді в січні 2014 року і одразу зрозуміли, як схожі їхні смаки і інтереси. Хіт «Тепер нас двоє», що прославив гурт, народився випадково. Біт треку записав друг Маші Шейх — Олександр Дєдов.

## Дискографія

### Студійні альбоми
| * Трек-лист | * Трек-лист                 | * Трек-лист |
| #           | Назва                       | Тривалість  |
| ----------- | --------------------------- | ----------- |
| 1.          | «Теперь нас двое»           | 3:27        |
| 2.          | «Мысли»                     | 3:25        |
| 3.          | «Птицы»                     | 3:31        |
| 4.          | «Свободные линии»           | 3:31        |
| 5.          | «Тут тебя жду тебя я»       | 4:27        |
| 6.          | «Мама»                      | 3:36        |
| 7.          | «Мы выбираем»               | 3:50        |
| 8.          | «Позвони мне»               | 3:53        |
| 9.          | «Моя музыка»                | 2:56        |
| 10.         | «Мир раскололся на 2 части» | 3:32        |
| 33:68       |                             |             |

| * Трек-лист | * Трек-лист                | * Трек-лист |
| #           | Назва                      | Тривалість  |
| ----------- | -------------------------- | ----------- |
| 1.          | «Интро»                    | 1:47        |
| 2.          | «Время» (Теперь нас много) | 3:23        |
| 3.          | «Босая»                    | 3:23        |
| 4.          | «Звёзды»                   | 3:24        |
| 5.          | «Вселенная У»              | 3:56        |
| 6.          | «Этажи»                    |             |
| 7.          | «Стервы»                   | 3:22        |
| 8.          | «Я к тебе»                 | 3:32        |
| 9.          | «Не буди»                  | 4:03        |
| 10.         | «Сезоны» (Минус)           | 3:24        |
| 22.         | Untitled                   | 3:23        |
| 41:54       |                            |             |

## Премії і номінації
| Рік  | Премія                                          | Номінант         | Категорія             | Результат | Іст.  |
| ---- | ----------------------------------------------- | ---------------- | --------------------- | --------- | ----- |
| 2019 | Російська національна музична премія «Вікторія» | «Мама, я танцюю» | Танцювальний хіт року | Перемога  | [ 4 ] |